# Rue Lacépède
La rue Lacépède est une voie située dans le quartier du Jardin-des-Plantes du 5e arrondissement de Paris.

## Situation et accès
La rue part des hauteurs de la place de la Contrescarpe, descend le flanc oriental de la montagne Sainte-Geneviève, croise la rue Monge et la rue de la Clef pour aboutir au Muséum national d'histoire naturelle au niveau de son entrée, rue Cuvier.
La rue Lacépède est accessible par la ligne de métro 7 à la station Place Monge.

## Origine du nom
Elle porte le nom de Bernard-Germain de Lacépède (1756-1825), naturaliste français.

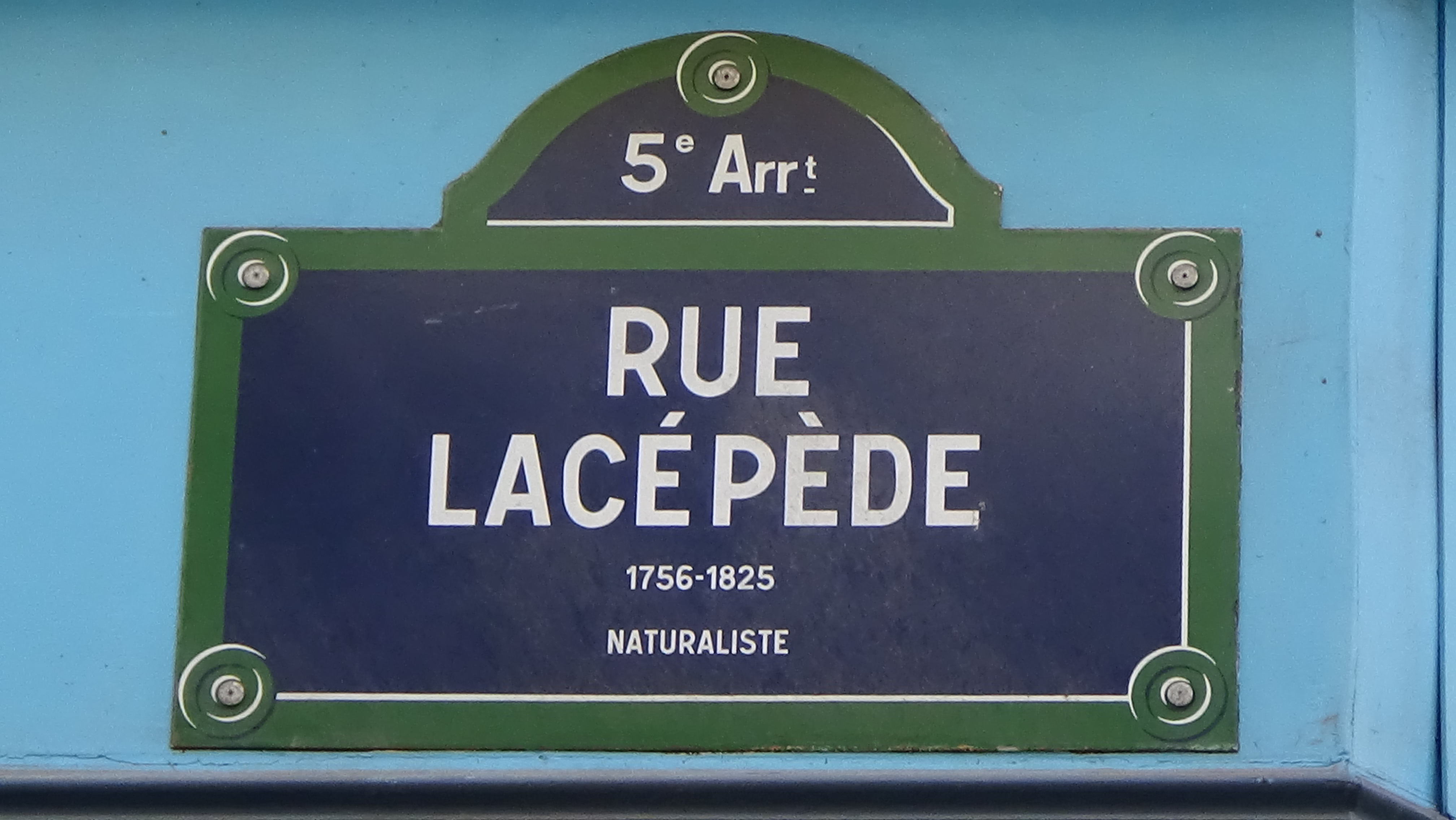
Plaque de rue de la rue Lacépède.
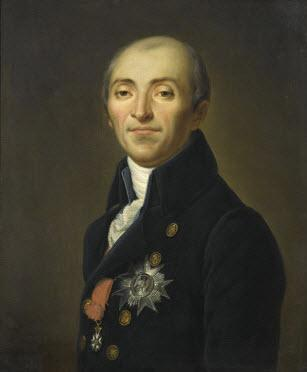
Portrait de Bernard-Germain de Lacépède.
Armes de Bernard-Germain de Lacépède.

## Historique
La rue a été ouverte au XIVe siècle sous le nom de « rue Copeau », du nom d'un moulin sur la Bièvre.
Elle est citée sous le nom de « Grand rue de Coppeaulx » dans un manuscrit de 1636.
Le 2 décembre 1853, elle prend le nom « rue Lacépède ». Elle relie en côte le jardin des plantes de Paris à la place de la Contrescarpe. La rue Monge la sépare quasiment en son milieu entre le côté est donnant sur le Jardin des plantes, et le côté ouest sur la rue Mouffetard et la place de la Contrescarpe.

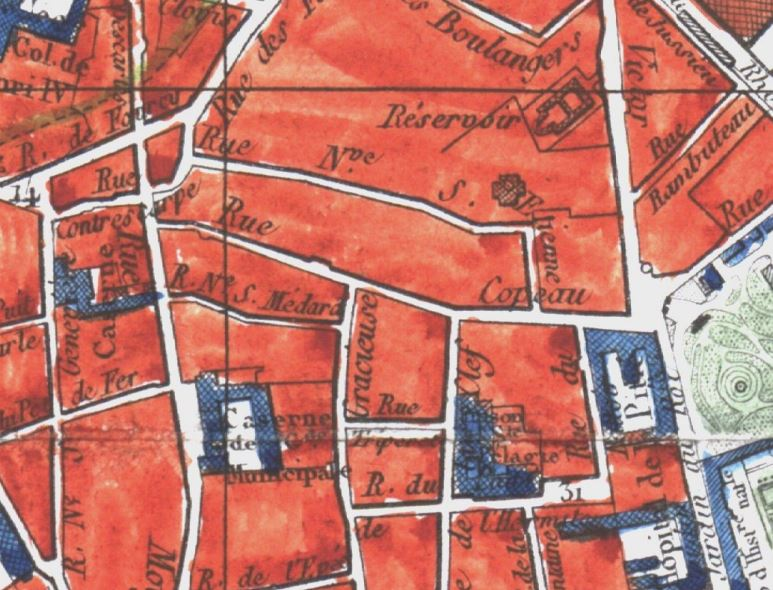
L'ancienne rue Copeau - plan de Paris d'Ambroise Tardieu - 1839.
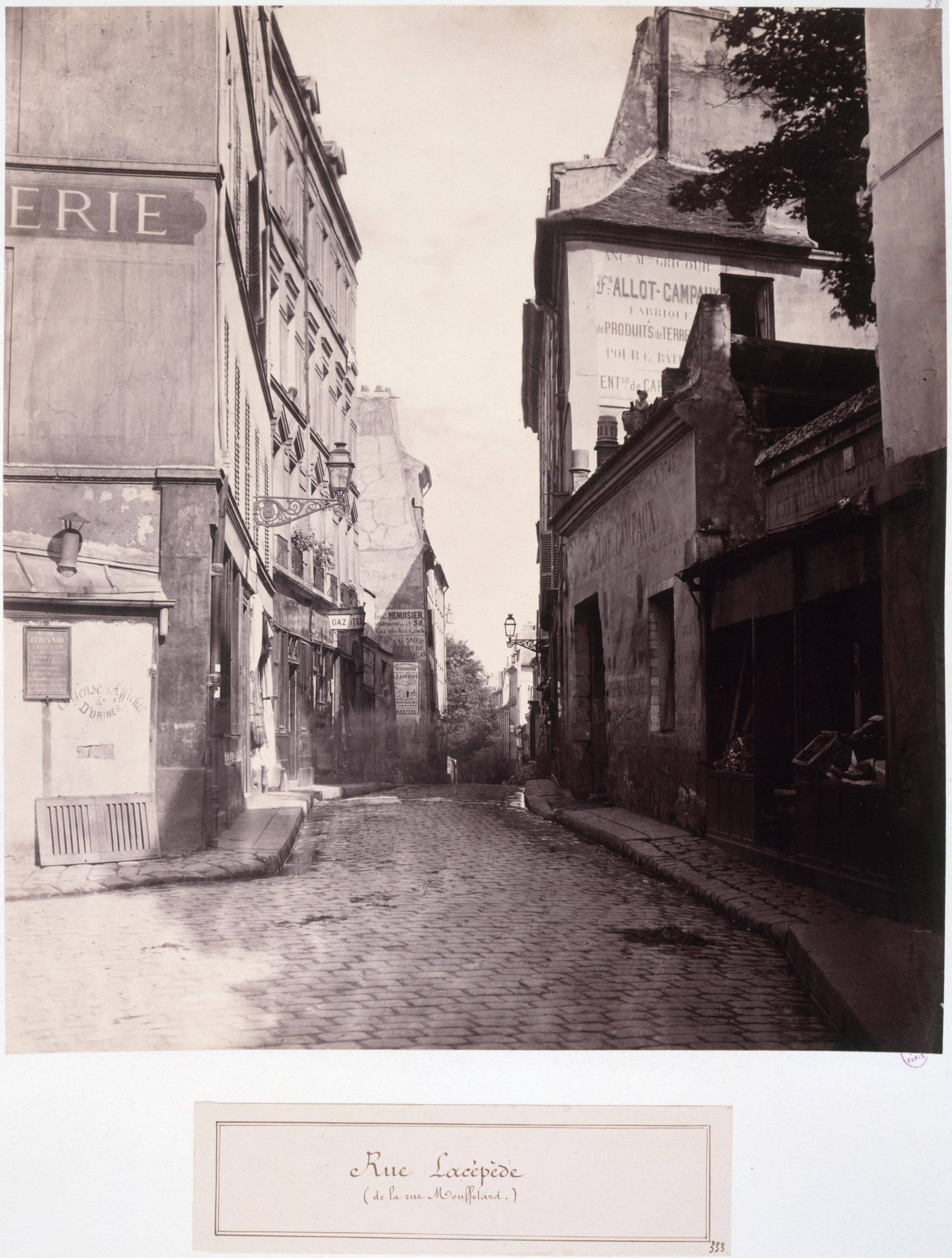
Vue de la rue depuis la rue Mouffetard vers 1865 (photographie de Charles Marville).
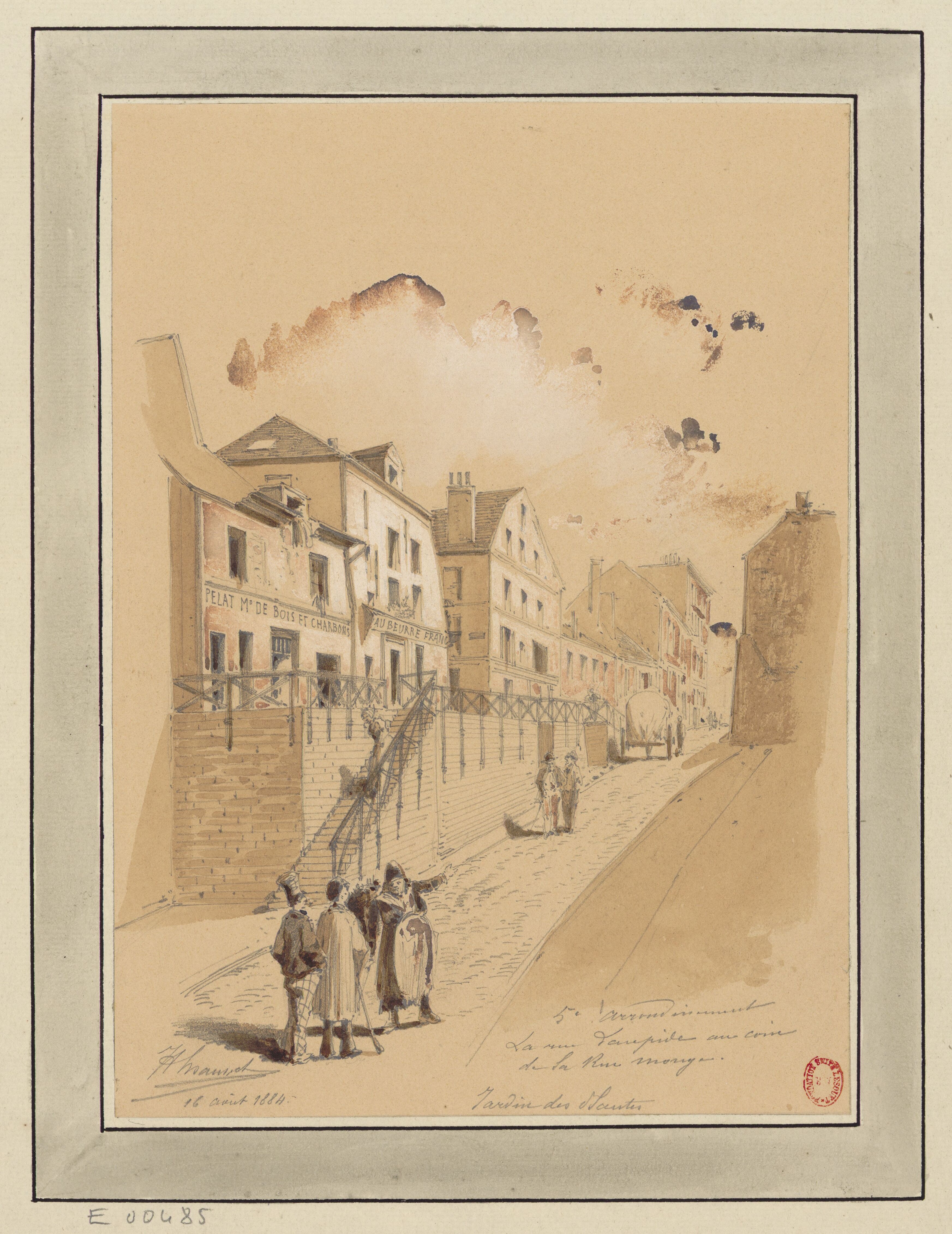
Vue de la rue en 1884 au coin de la rue Monge (dessin de Jules-Adolphe Chauvet).
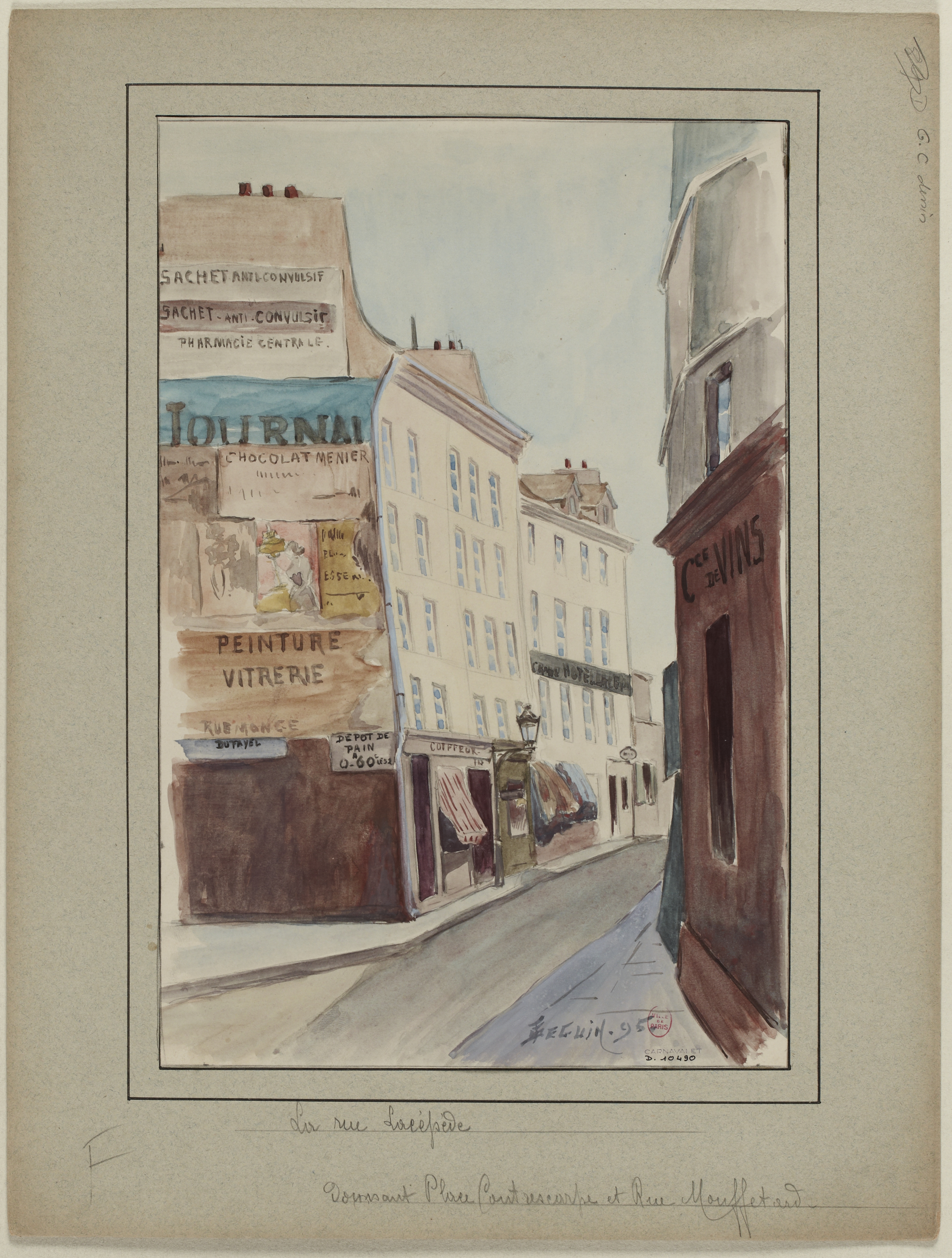
Vue de la rue en 1895 (dessin de F. Seguin).
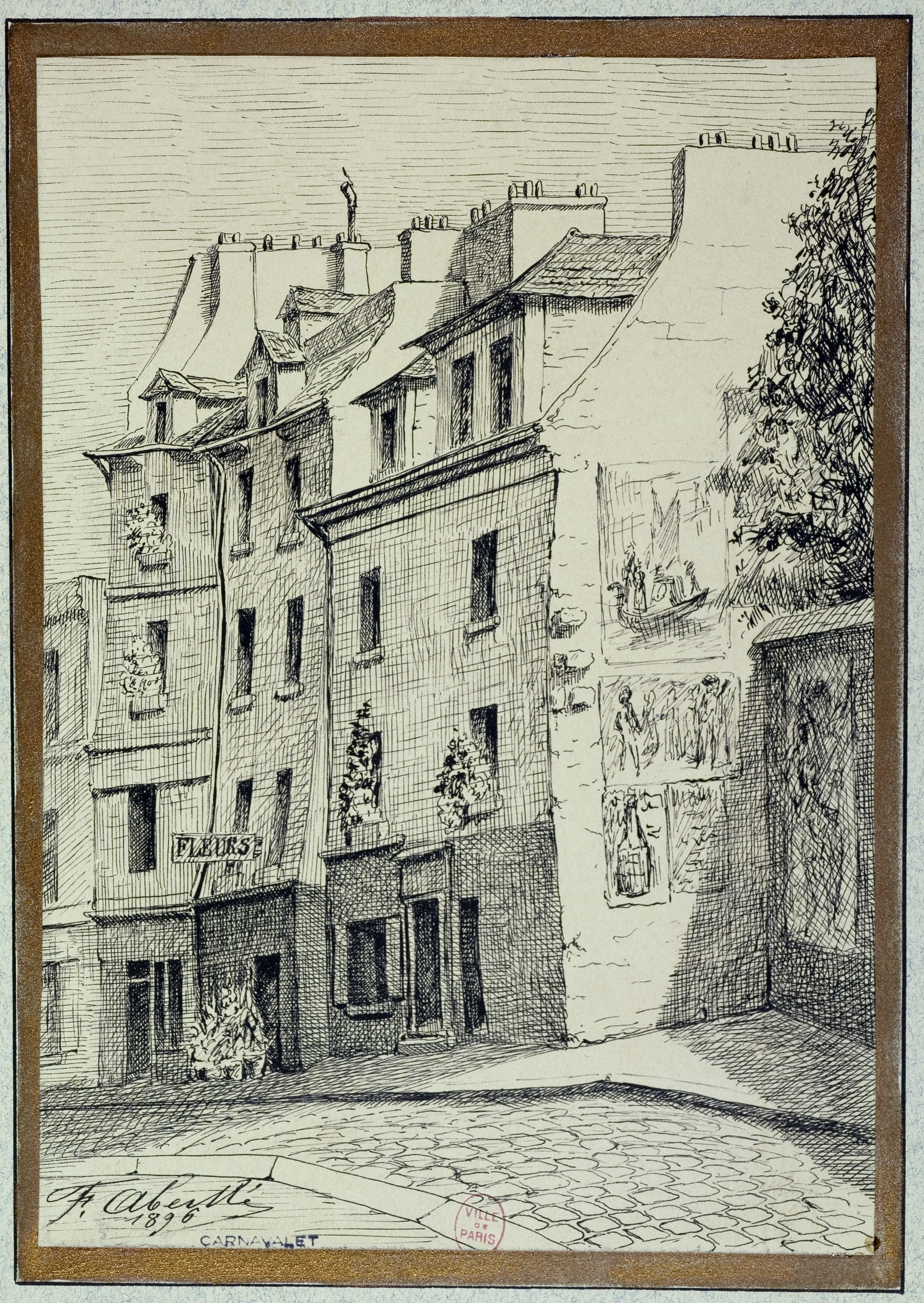
Les no 7, 9, 11 en 1896 (dessin de F. Abeillé).

## Bâtiments remarquables et lieux de mémoire
- À l'emplacement de l'hexagone situé entre la rue Lacépède, la rue Geoffroy-Saint-Hilaire, la rue Daubenton, la rue Larrey, la place du Puits-de-l'Ermite et la rue de Quatrefages se trouvait l'hôpital de la Pitié, détruit en 1912.
- No 7 : hôtel Pourfour du Petit inscrit aux monuments historiques[2]. En 2025, l’hôtel, propriété d’une société britannique, devient un hôtel de luxe[3].
- No 33 :
  - emplacement d'une ancienne imprimerie espérantiste.
  - Raphaël Feigelson (1926-1995), écrivain, journaliste, résistant, déporté, évadé d'Auschwitz y vécut[4]

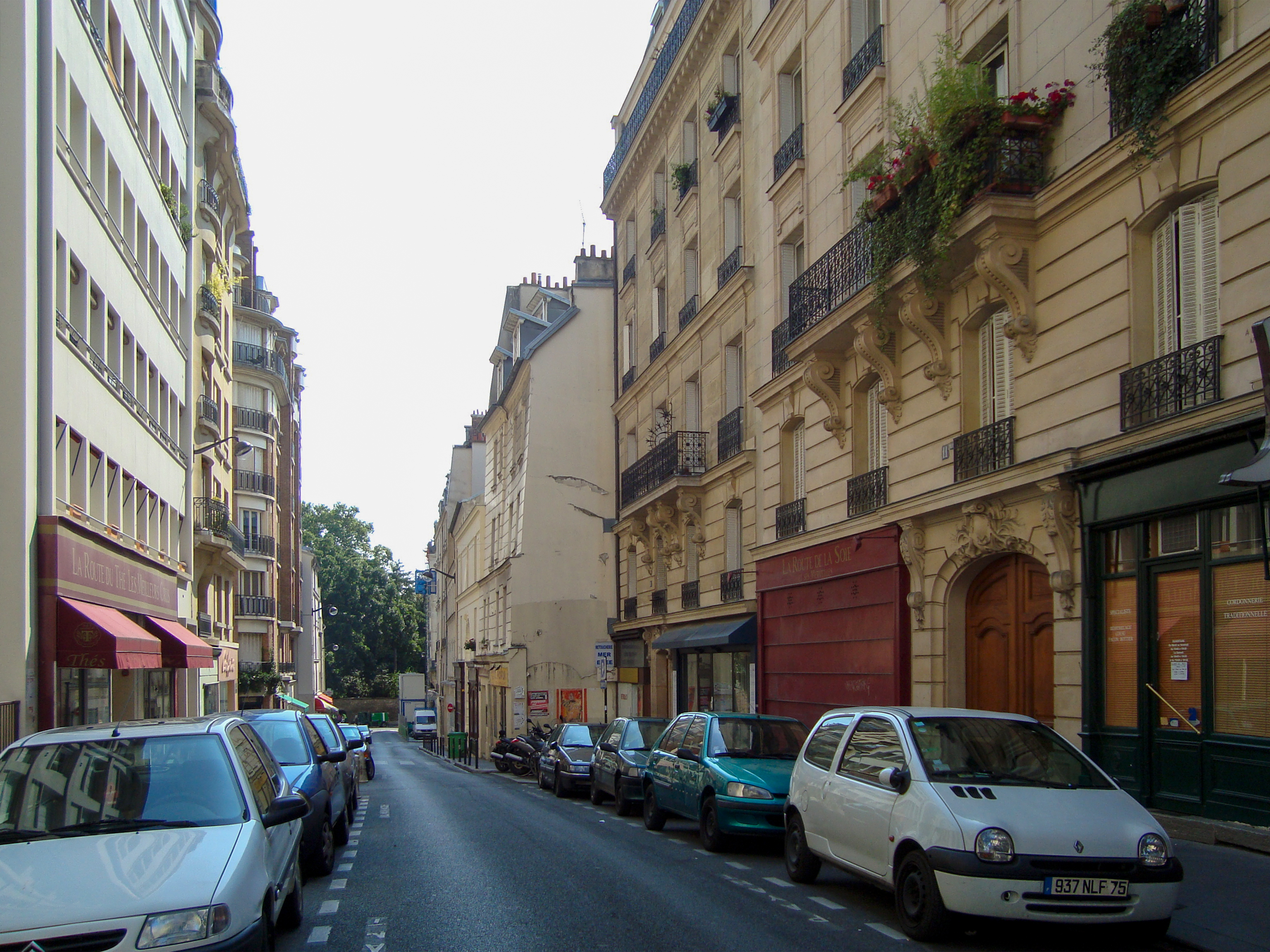
La rue Lacépède dans sa partie à l'est de la rue Monge.
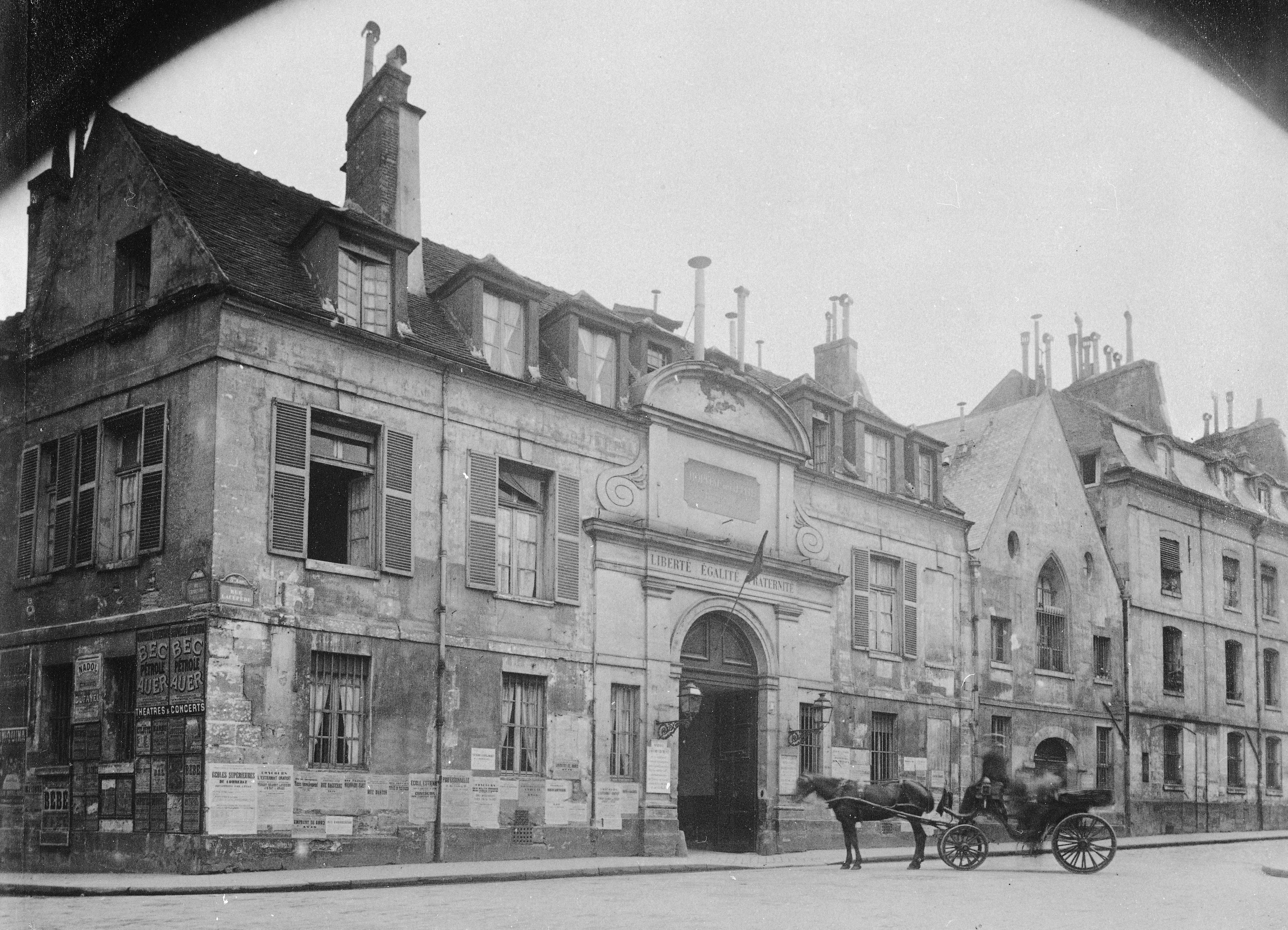
No 1 : hôpital de la Pitié.
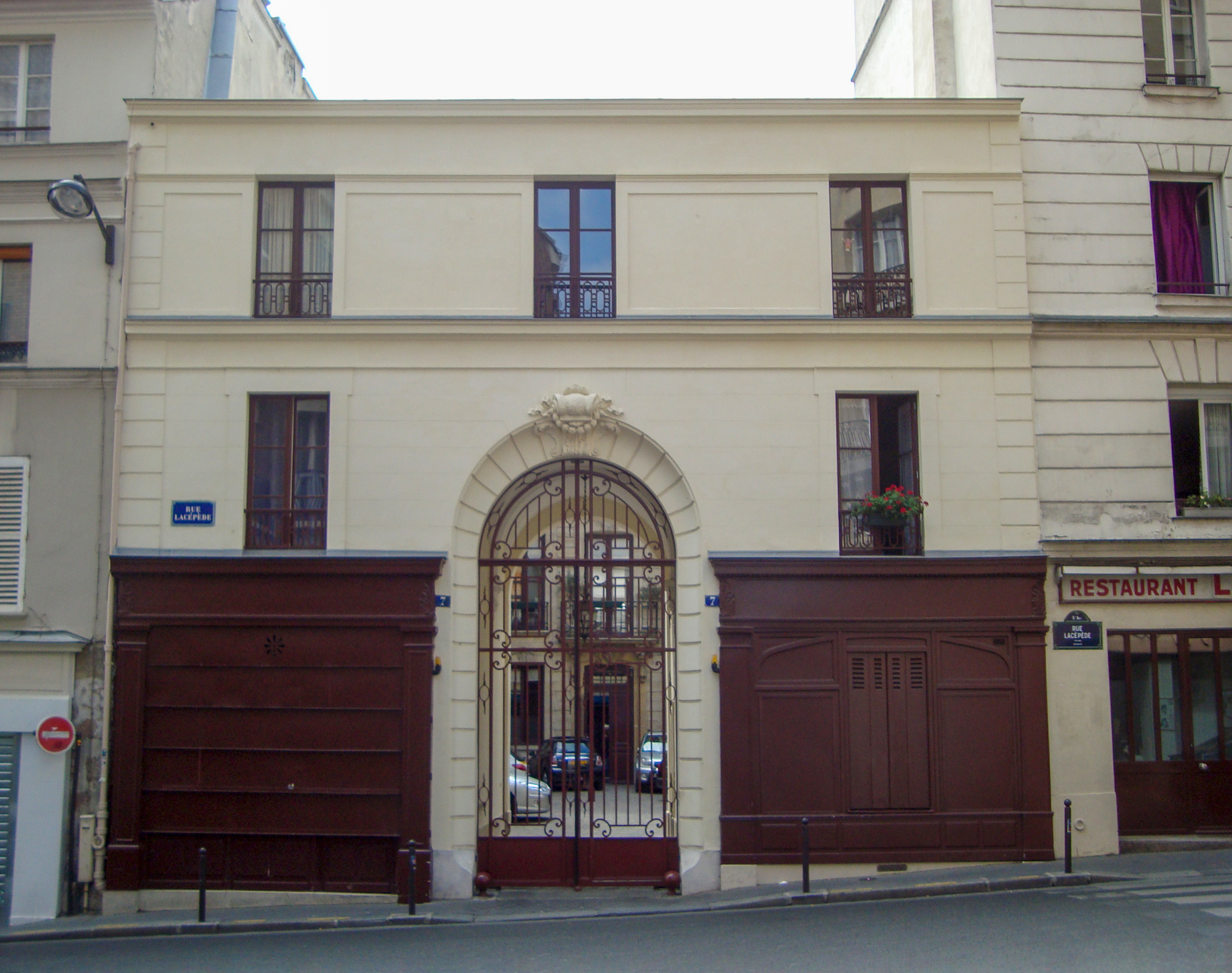
No 7 : l'hôtel Pourfour du Petit.
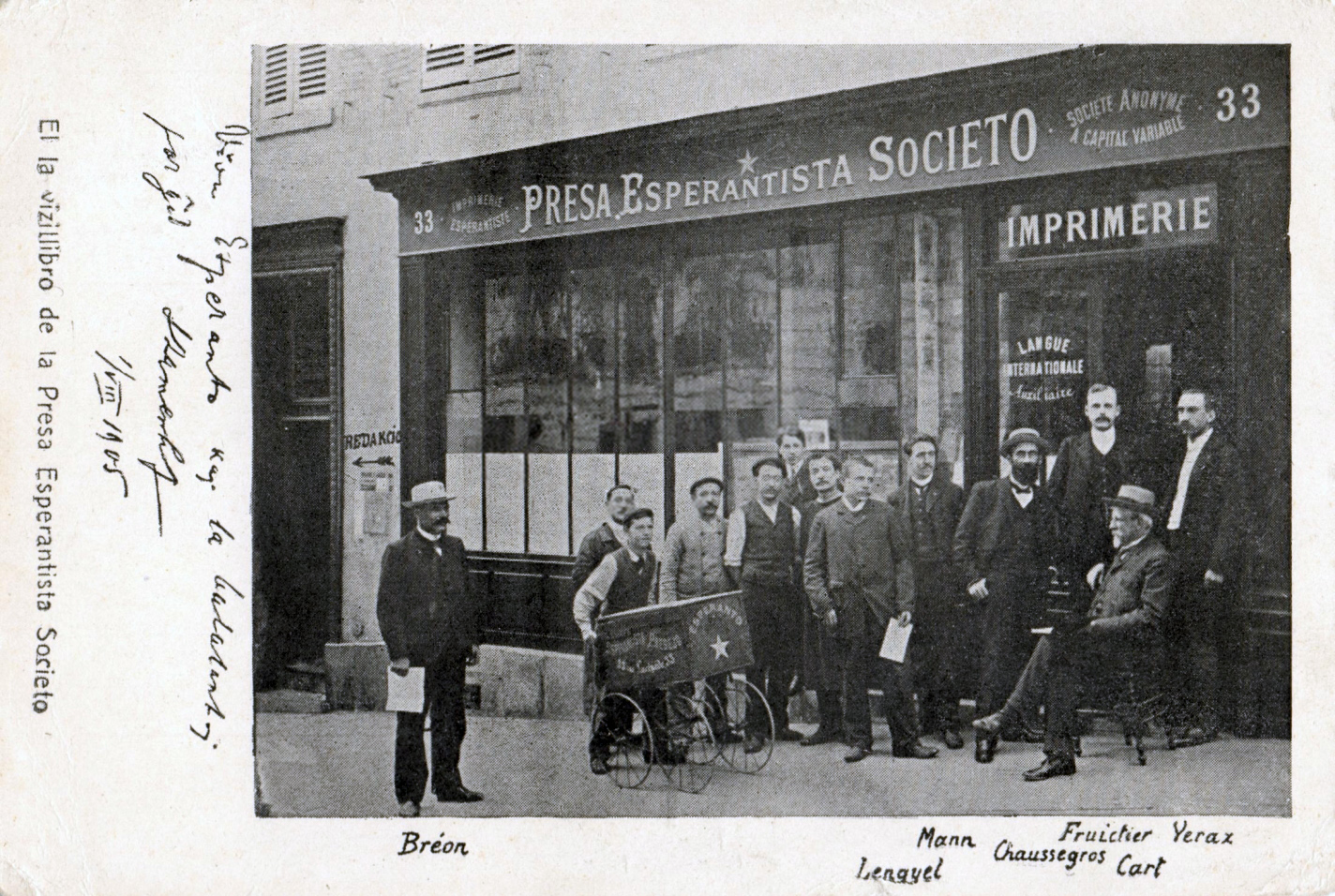
No 33 : l'imprimerie espérantiste en 1905 (le personnage assis est Théophile Cart).
No 33 : réclame pour l'imprimerie espérantiste.